# 효문산성
효문산성(孝門山城)은 울산광역시 북구 효문동 일원에 있는 삼국 시대의 산성이다.

## 개요
효문산성은 신라시대의 성곽인 반구동 유적과 동천강을 사이에 두고 인접하고 있다는 점에서 신라시대의 울산 포구를 방어하기 위한 성터로 보고 있다. 효문산성의 자세한 형태는 확인할 수 없는데 야산과 경작지에서 다듬은 기단석이 확인되고, 삼국시대에 해당하는 토기편들이 수습되기도 하였다.

## 위치
울산광역시 북구 효문동 989번지 일원에 위치한다. 동천강을 사이에 두고 중구 반구동에 있는 반구정토성지, 그리고 목책성(木柵城)이 확인된 반구동 유적과 직선거리로 불과 2.8㎞가량 떨어진 곳이다.

## 현황
효문산성은 현재 별도의 보존 대책 없이 경작지로 활용되며, 대부분 임야로 방치된 상태이다.

## 참고 문헌
효문산성은 반구동 유적 등과 함께 울산의 고대사를 밝히는데 중요한 학술적 가치를 지닌 유적이다. 정확한 성격 규명을 위하여 정밀한 학술 조사가 이루어져야 할 것이다.